# Polynema elatum
Polynema elatum är en stekelart som beskrevs av Girault 1929. Polynema elatum ingår i släktet Polynema och familjen dvärgsteklar. Inga underarter finns listade i Catalogue of Life.